# Ernie Hudson
 (juin 2016).
Si vous disposez d'ouvrages ou d'articles de référence ou si vous connaissez des sites web de qualité traitant du thème abordé ici, merci de compléter l'article en donnant les références utiles à sa vérifiabilité et en les liant à la section « Notes et références ».
Ernie Hudson est un acteur et  producteur de cinéma américain, né le 17 décembre 1945 à Benton Harbor (Michigan).

## Biographie

### Jeunesse
Earnest Lee Hudson, dit Ernie Hudson, est né le 17 décembre 1945 à Benton Harbor, dans le Michigan.

### Carrière
Il est notamment connu pour son rôle de Winston Zeddmore (en) dans la franchise Ghostbusters, personnage qu'il interprète dans un premier temps dans les films SOS Fantômes (Ghostbusters, 1984)  et SOS Fantômes 2 (Ghostbusters II, 1989) du réalisateur Ivan Reitman. Il reprend le personnage en 2009 dans le jeu vidéo SOS Fantômes, le jeu vidéo (Ghostbusters: The Video Game), en 2021 dans SOS Fantômes : L'Héritage (Ghostbusters: Afterlife) et en 2022 dans le jeu vidéo Ghostbusters: Spirits Unleashed,,. Il fait également un caméo dans le reboot de 2016 réalisé par Paul Feig, dans lequel il joue l'oncle du personnage interprété par Leslie Jones.
En 2024 il reprendra son rôle pour le film : SOS Fantômes : La menace de glace.
De 1997 à 2003, il joue le directeur de prison Leo Glynn dans la série carcérale acclamée Oz, diffusée sur HBO.
De 2009 à 2010, il joue le rôle récurrent du fiancé de Sharon Epatha Merkerson dans la vingtième saison de la série policière New York, police judiciaire (Law & Order). En 2011, il joue son propre rôle dans un épisode de la sitcom How I Met Your Mother.
En 2017, il joue le colonel Davis dans deux épisodes de la série Twin Peaks: The Return de Mark Frost et David Lynch.
En 2019, il tient un rôle dans le mode carrière du jeu de basket NBA 2K20.
Depuis 2022, il tient l'un des principaux rôles de la série de science fiction Quantum Leap qui fait suite à la série Code Quantum (1989-1993).

### Vie privée
Il a été marié de 1963 à 1976 avec Jeannie Moore. Il est remarié depuis 1985 avec Linda Kingsberg. Il a quatre fils : Ernie Jr (né en 1964), Andrew, Rahaman et Ross Hudson.
Il a un frère, Lewis Hudson.
Il tourne avec son fils, Ernie Hudson Jr, dans la série Oz.

## Filmographie

### Acteur

#### Cinéma

##### Longs métrages
- 1976 : Leadbelly de Gordon Parks : Archie
- 1976 : L'Homme coriace (The Human Tornado) de Cliff Roquemore : Bo
- 1979 : Tendre Combat (The Main Event) d'Howard Zieff : Le meurtrier
- 1980 : La Fureur du juste (The Octagon) d'Eric Karson : Quinine
- 1980 : Le Chanteur de Jazz (The Jazz Singer) de Richard Fleischer : Heckler
- 1980 : Joni de James F. Collier : Earl
- 1981 : Underground Aces de Robert Butler : Le général africain
- 1982 : Penitentiary II de Jamaa Fanaka : Half-Dead
- 1983 : Going Berserk de David Steinberg : Muhammed Jerome Willy
- 1983 : Seconde Chance (Two of a Kind) de John Herzfeld : Inspecteur Skaggs
- 1983 : Le Guerrier de l'espace (Spacehunter : Adventures in the Forbidden Zone) de Lamont Johnson : Washington, le chef de secteur
- 1984 : SOS Fantômes (Ghost Busters) d'Ivan Reitman : Winston Zeddmore
- 1984 : Joy of Sex de Martha Coolidge : Mr Porter
- 1987 : Weeds de John D. Hancock : Bagdad
- 1988 : The Wrong Guys de Danny Bilson : Dawson
- 1989 : Leviathan de George P. Cosmatos : Justin Jones
- 1989 : SOS Fantômes 2 (Ghostbusters II) d'Ivan Reitman : Winston Zeddemore
- 1989 : Collision Course (en) de Lewis Teague : Shortcut
- 1989 : Trapper County War de Worth Keeter : Jefferson Carter
- 1992 : La Main sur le berceau (The Hand That Rocks the Cradle) de Curtis Hanson : Solomon
- 1994 : Absolom 2022 (No Escape) de Martin Campbell : Hawkins
- 1994 : The Crow d'Alex Proyas : Sergent Albrecht
- 1994 : Deux cow-boys à New York (The Cowboy Way) de Gregg Champion : Officier Sam "Mad Dog" Shaw
- 1994 : Radio Rebels (Airheads) de Michael Lehmann : Sergent O'Malley
- 1994 : Chérie, vote pour moi (Speechless) de Ron Underwood : Ventura
- 1994 : Revocator (en) (Sugar Hill) de Leon Isacho (en) : Lolly Jonas
- 1995 : Basketball Diaries (The Basketball Diaries) de Scott Kalvert : Reggie
- 1995 : Congo de Frank Marshall : Capitaine Munro
- 1996 : The Substitute de Robert Mandel : Le principal Claude Rolle
- 1996 : For Which He Stands de Nelson McCormick : Agent Baxter
- 1997 : Mr. Magoo de Stanley Tong : Agent Gus Anders
- 1997 : Fakin' Da Funk de Timothy A. Chey : Joe Lee
- 1997 : Levitation de Scott D. Goldstein : Downbeat
- 1998 : Butter de Peter Gathings Bunche : Curtis « 8-Ball » Harris
- 1998 : October 22 de Richard Schenkman : Arthur
- 1999 : Interceptors de Phillip J. Roth : Major McKenzie
- 1999 : Mercenaires (Stealth Fighter) de Jim Wynorski : Président Westwood
- 1999 : American Triade (Paper Bullets) de Serge Rodnunsky : Détective Ron Mills
- 1999 : Hijack de Worth Keeter : Sénateur Douglas Wilson
- 1999 : A Stranger in the Kingdom de Jay Craven : Révérend Walter Andrews
- 2000 : The Watcher de Joe Charbanic : Ibby
- 2000 : Miss Détective (Miss Congeniality) de Donald Petrie : Le directeur adjoint du FBI Harry McDonald
- 2000 : Everything's Jake de Matthew Miele : Jake
- 2000 : Red Lettersde Bradley Battersby : Détective Glen Teal
- 2000 : Paper Bullets de Randall Miller : Détective Ron Mills
- 2003 : Anne B. Real de Lisa France : Le principal Davis
- 2005 : Miss FBI : Divinement armée (Miss Congeniality 2 : Armed & Fabulous) de John Pasquin : Le directeur adjoint du FBI Harry McDonald
- 2005 : Marilyn Hotchkiss' Ballroom Dancing and Charm School de Randall Miller : Blake Rische
- 2005 : Halfway Decent d'Alan Berger : Tom
- 2006 : Hood of Horror de Stacy Title : Roscoe
- 2007 : Le Prix de la rançon (Nobel Son) de Randall Miller : Bill Canepa
- 2007 : All Hat de Leonard Farlinger : Jackson Jones
- 2008 : Lonely Street de Peter Ettinger : Capitaine Morgan
- 2009 : Dragonball Evolution de James Wong : Sifu Norris
- 2009 : Pastor Brown de Rockmond Dunbar : Deacon Harold Todd
- 2010 : Machete Joe de Sasha Krane : Shériff Taylor
- 2011 : Game of Death de Giorgio Serafini : Clarence
- 2011 : Le Chihuahua de Beverly Hills 2 (Beverly Hills Chihuahua 2) : Pedro (voix)
- 2012 : Mickey Matson et l'ordre secret (Mickey Matson and the Copperhead Conspiracy) d'Harold Cronk : Ivan Stumpwater
- 2012 : Deer Crossing de Christian Grillo : Capitaine Bailey
- 2012 : Embuscade à Dark Canyon (Dark Canyon) de Dustin Rikert : Cyrus Parker
- 2012 : Turning Point de Niyi Towolawi : Joe Johnson
- 2012 : Le Chihuahua de Beverly Hills 3 (Beverly Hills Chihuahua 3: Viva la Fiesta!) : Pedro (voix)
- 2013 : Doonby de Peter Mackenzie : Leroy Jackson
- 2014 : Le Second Souffle (You're Not You) de George C. Wolfe : John
- 2014 : The Grim Sleeper de Stanley M. Brooks : Détective Claymar
- 2015 : Gallows Road de Bill McAdams Jr. : Bob Collins
- 2016 : Dieu n'est pas encore mort 2 (God Is Not Dead 2) d'Harold Cronk : Juge Robert Stennis
- 2016 : SOS Fantômes (Ghostbusters) de Paul Feig : Oncle Bill
- 2016 : The Man in the Silo de Phil Donlon : Marcus Wells
- 2016 : Spaceman de Brett Rapkin : Joe
- 2018 : Une femme de tête (Nappily Ever After) d'Haifaa al-Mansour : Richard
- 2018 : High & Outside : A Baseball Noir d'Evald Johnson : Sanzone
- 2021 : SOS Fantômes : L'Héritage (Ghostbusters: Afterlife) de Jason Reitman : Dr Winston Zeddemore
- 2021 : Redemption Day d'Hicham Hajji : Ed Paxton
- 2023 : Champions de Bobby Farrelly : Phil Perretti
- 2023 : The Retirement Plan de Tim Brown
- 2024 : SOS Fantômes : La Menace de Glace (Ghostbusters: Frozen Empire) de Gil Kenan : Dr Winston Zeddemore

#### Longs métrages d'animation
- 2004 : Clifford et ses amis acrobates (Clifford the Big Red Dog) de Robert C. Ramirez et Steve Trenbirth : P.T.
- 2016 : Batman : Mauvais Sang (Batman: Bad Blood) : Lucius Fox

#### Courts métrages
- 1993 : The Pitch de Doug Ellin : Le vétérinaire
- 2005 : Bathsheba de Gwen McGee : Nathan
- 2008 : Pie'n Burger de Clare Sera : Cedric
- 2010 : Stasis de Christian Swegal : Un étranger
- 2011 : Deep Blue Breath de Patricia Cardoso : Lord Vater (voix)
- 2012 : Dinner Date d'Olivia-Diane Joseph : L'homme
- 2020 : I Love You... Forever de Sharice Henry Chasi : George Henry

#### Télévision

##### Téléfilms
- 1977 : Mad Bull de Walter Doniger et Len Steckler : Black Bart
- 1978 : Last of the Good Guys de Theodore J. Flicker : Eli Coliph
- 1980 : The $5.20 an Hour Dream de Russ Mayberry : Homer Burden
- 1980 : Mamie blanche (White Mama) de Jackie Cooper : Le conseiller
- 1981 : A Matter of Life and Death de Russ Mayberry : Mr Harrison
- 1981 : Crazy Times de Lee Philips : Harold 'Jazzman' Malloy
- 1983 : Le pénitencier de l'enfer (en) (Women of San Quentin) de William A. Graham : Charles Wilson
- 1985 : Délit de fuite (Love on the Run) de Gus Trikonis : Lamar
- 1985 : Des filles de rêve (California Girls) de Rick Wallace : Ernie
- 1988 : Les Douze Salopards : Mission fatale (The Dirty Dozen : The Fatal Mission) de Lee H. Katzin : Joe Hamilton
- 1992 : Les anges de la crime (Angel Street) de Rod Holcomb : Thurman Nickens
- 1996 : Chasseurs de tornades (Tornado !) de Noel Nosseck : Dr Joe Branson
- 1996 : The Cherokee Kid (en) de Paris Barclay : Nat Love / Deadwood Dick
- 1997 : Opération Delta Force de Sam Firstenberg : Tipton
- 1997 : Clover de Jud Taylor : Gaten Hill
- 1999 : Shark Attack de Bob Misiorowski : Laurence Rhodes
- 1999 : Michael Jordan: Les chemins de la gloire (Michael Jordan: An American Hero) d'Alan Metzger : James Jordan
- 2000 : Atterrissage impossible (Nowhere to Land) d'Armand Mastroianni : Danny Gorlin
- 2001 : Walking Shadow de Po-Chih Leong : Hawk
- 2001 : Une ville sans Noël (A Town Without Christmas) d'Andy Wolk : Ted
- 2005 : Lackawanna Blues de George C. Wolfe : Dick Barrymore
- 2006 : The Ron Clark Story de Randa Haines : Principal Turner
- 2007 : Vol 732 : Terreur en plein ciel (Final Approach)  d'Armand Mastroianni : Agent Lorenzo Dawson
- 2013 : Battledogs d'Alexander Yellen : Max Stevens
- 2013 : Mon Père Noël secret (Dear Secret Santa) de Peter Sullivan : Pasteur Avery
- 2014 : L'infirmière du cœur (Touched) de Bradford May : Dr Beck
- 2015 : To Hell and Back de Christine Swanson : Joe Patterson
- 2016 : L'enfant de Noël (Heaven Sent) de Michael Landon Jr :

##### Séries télévisées
- 1977 : Les Têtes Brûlées (Black Sheep Squadron) : Roi Georges
- 1977 : L'homme de l'Atlantide (Man from Atlantis) : Minion
- 1978 : L'île fantastique (Fantasy Island) : Jamu
- 1979 : L'incroyable Hulk (The Incredible Hulk) : Lee
- 1979 : Au fil des jours (One Day at a Time) : Le Sergent
- 1979 : Racines 2 (Roots : The Next Generations) : Le musulman à la porte
- 1979 : Highcliffe Manor : Smythe
- 1979 : The White Shadow : Johnson
- 1979 : Detective School : Bombacaa
- 1980 : Jackie et Sara (Too Close for Comfort) : Sam Morton
- 1981 : Arnold et Willy (Diff'rent Strokes) : Kwame
- 1981 : La Petite Maison dans la prairie (Little House on the Prairie) : William Thomas
- 1981 : Taxi : Terry Carver
- 1981 : Bosom Buddies : Rochelle
- 1982 : Shérif, fais-moi peur (The Dukes of Hazzard) : Avery
- 1982 : Flamingo Road : Chandler
- 1982 : The New Odd Couple : Moses Brown
- 1983 : L'agence tout risque (The A-Team) : Cal Freeman
- 1983 : Webster : Rudy
- 1984 : Hôpital St Elsewhere : Jerry Close
- 1986 : The Last Precinct : Sergent "Night Train" Lane
- 1986 : Mike Hammer : Un homme
- 1986 : It's a Living : Dougie
- 1987 : Allô Nelly bobo (Gimme a Break !) : Prince
- 1987 : La fête à la maison (Full House): Reggie Martin
- 1990 : Cop Rock : Commandant Warren Osborne
- 1990 - 1991 : Broken Badges : Toby Baker
- 1993 : Les contes de la crypte (Tales from the Crypt) : Zambini
- 1993 : Tribeca : Howard
- 1993 : Wild Palms : Tommy Lazlo
- 1996 : Une maman formidable (Grace Under Fire) : Thad Alford
- 1997 : Superman : Professeur Felix
- 1997 - 2003 : Oz : Leo Glynn
- 1998 : Arliss (Arli$$) : Leo Glynn
- 1999 : La Croisée des chemins (Miracle on the 17th Green) : Earl Fielder
- 2001 : Les anges du bonheur (Touched by an Angel) : Norm McCloud
- 2003 : FBI : Portés disparus (Without a Trace) : Manny Aybar
- 2003 - 2004 : Shérifs à Los Angeles (10-8 : Officers on Duty) : John Henry Barnes
- 2004 : Everwood : Bill Hoover
- 2006 : Preuve à l'appui (Crossing Jordan) : Colonel Wirth (saison 5, épisode 12)
- 2006 : Urgences (ER) : Colonel James Gallant
- 2006 : Stargate SG-1 : Pernaux
- 2007 : Cold Case : Affaires classées (Cold Case) : Moses Jones
- 2006 - 2007 : Desperate Housewives : Détective Ridley
- 2007 : Las Vegas : Bob Casey
- 2007 : Psych : Enquêteur malgré lui (Psych) : William Guster
- 2007 - 2008 : Bones : David Barron
- 2008 : Private Practice : Capitaine Frank
- 2008 - 2013 : La vie secrète d'une ado ordinaire (The Secret Life of the American Teenager) : Dr Ken Fields
- 2009 : Heroes : Capitaine Lubbock
- 2009 : Meteor : Général Brasser
- 2009 - 2010 : New York, police judiciaire (Law & Order) : Frank Gibson
- 2010 : Childrens Hospital : Hubert McGraw
- 2010 : Esprits criminels (Criminal Minds) : Lieutenant Al Garner
- 2010 - 2013 : Transformers : Prime : Agent William Fowler
- 2011 : FBI : Duo très spécial (White Collar) : Mr Jeffries
- 2011 : Torchwood : Stuart Owens
- 2011 : Grey's Anatomy : Dr Brad McDougall
- 2011 : How I Met Your Mother : Lui-même
- 2011 / 2014 : Rizzoli and Isles (Rizzoli & Isles) : Amiral Frost
- 2012 : Hart of Dixie : Ernie Hayes
- 2012 : Nosferajew : Le Directeur du CDC
- 2012 / 2014 : Franklin and Bash (Franklin & Bash) : Juge Lawrence Perry
- 2012 / 2016 : Modern Family : Miles
- 2013 : Last Resort : Conrad Buell
- 2013 : Guys with Kids : Le Juge
- 2013 : Let's Stay Together : Anthony
- 2013 : Scandal : Commandant Randolph Boles
- 2013 : Ironside : Bludso
- 2013 : Dads : Détective Swan
- 2013 : Mob City : Bunny
- 2013 : Dan Vs. : Le conseiller
- 2014 : The Millers : Walter
- 2014 : Trois fantômes chez les Hathaway (The Haunted Hathaways) : Duke Preston
- 2014 : Scorpion : Brooks
- 2015 : Once Upon a Time : Le Roi Poséidon
- 2015 - 2018 / 2020 : Grace and Frankie : Jacob
- 2016 : Graves : Jacob Mann
- 2017 : APB : Alerte d'urgence (A.P.B.) : Ned Conrad
- 2017 : Twin Peaks : The Return : Colonel Davis
- 2017 : Angie Tribeca : Peter Tribeca
- 2017 : Survivor's Remorse : [Qui ?]
- 2018 : L'Arme Fatale (Lethal Weapon) : Hank Peterson (saison 2, épisode 11)
- 2018 : Ballers : Mr Hagerty (saison 4, épisode 3)
- 2018 : Blue Bloods : Darryl Ward (saison 8, épisode 14)
- depuis 2018 : The Family Business : L.C. Duncan (34 épisodes - en cours)
- 2019 : Arrow : General Stewart (saison 7, épisode 19)
- 2019 - 2020 : Los Angeles : Bad Girls (L.A.'s Finest) : Joseph Vaughn (26 épisodes)
- 2020 : The Irate Gamer : lui-même (saison 6, épisode 1)
- 2021 : MacGyver : Milton Bozer  (saison 5, épisode 14)
- depuis 2022 : Code Quantum : Herbert  « Magic » Williams (19 épisodes - en cours)

##### Série télévisées d'animation
- 1985 : The Super Powers Team: Galactic Guardians (en) : Victor Stone /Cyborg (8 épisodes)
- 1987 : Pound Puppies : Un policier / Le père de Lis / Officier Chauncey (3 épisodes)
- 1993 : Batman (Batman : The Animated Series) : Un agent de sécurité (1 épisode)
- 1997 : Superman (Superman: The Animated Series) : le professeur Félix (1 épisode)
- 2010 : Transformers: Prime : l'agent William Fowler (37 épisode)
- 2016 : Robot Chicken : Détective Ernie / Juge Hudson, Jr / Le père (1 épisode)
- 2017 : Spider-Man : Joseph « Robbie » Robertson (1 épisode)
- 2019 : Infinity Train : Atticus (voix, 7 épisodes)
- 2019 : Hot Streets : Jet Jr. / Miss Jet / Señor Jet (voix, 8 épisodes)
- depuis 2019 : Le monde de Bingo et Rolly (Puppy Dog Pals) : Buddy (3 épisodes - en cours)
- 2023 : Star Wars: The Bad Batch : Grini Millegi

### Producteur
- 2000 : Everything's Jake
- 2018 - 2020 : The Family Business

## Ludographie
- 2009 : SOS Fantômes, le jeu vidéo (Ghostbusters: The Video Game) : Winston Zeddemore
- 2019 : NBA 2K20 : Israel Bacon
- 2022 : Ghostbusters: Spirits Unleashed : Winston Zeddemore

## Distinctions

### Récompenses
- 1995 : Sci-Fi Universe Magazine : Meilleur acteur dans un second rôle dans un film d'aventure Congo
- 1999 : Satellite Awards : Meilleur acteur dans une série dramatique Oz
- 2006 : Ft. Lauderdale International Film Festival pour l'ensemble de sa carrière
- 2011 : Action on Film International Film Festival : Meilleure distribution pour Sugarwheels partagé avec Vincent Maeder, Navah Raphael, Dana Bretz, Thang, Varun Pruthi, Mike Goldberg, Alexia Kiki Sartin, Kevin Grant Brown, Tina Raykoff, Kristen Hull et Shana Rose Oderkirk

### Nominations
- 2007 : NAMIC Vision Awards : Meilleur acteur pour le téléfilm dramatique The Ron Clark Story

## Voix francophones
En version française, Daniel Beretta (décédé en mars 2024) fut la voix régulière d'Ernie Hudson jusqu'en 2015. Depuis, Thierry Desroses le double quasi systématiquement. En parallèle, Med Hondo l'a doublé à sept reprises entre 1983 et 2016.